# ネーメト・イムレ
ネーメト・イムレ（ハンガリー語：Németh Imre [ˈneːmɛt ˌimrɛ]、1917年9月23日 - 1989年8月18日）は、ハンガリーの陸上競技選手。 ハンマー投の選手として1948年ロンドンオリンピックと1952年ヘルシンキオリンピックに出場。ロンドン大会では56.07mの記録で金メダルを獲得。4年後のヘルシンキ大会では57.74mで銅メダルを獲得。2大会連続の表彰台となった。彼の息子のネーメト・ミクローシュも陸上競技選手であり、1976年モントリオールオリンピックの金メダリストである。

## 主な実績
| 年   | 大会         | 場所                     | 種目       | 結果 | 記録   |
| ---- | ------------ | ------------------------ | ---------- | ---- | ------ |
| 1948 | オリンピック | ロンドン(イギリス)       | ハンマー投 | 金   | 56.07m |
| 1952 | オリンピック | ヘルシンキ(フィンランド) | ハンマー投 | 金   | 57.74m |